# Paromphacodes
Paromphacodes är ett släkte av fjärilar. Paromphacodes ingår i familjen mätare.
Kladogram enligt Catalogue of Life:
| Paromphacodes | \| \| Paromphacodes rubrimargo \| \| \| \| \| \| Paromphacodes rubristellata \| \| \| \| |
|               | \| \| Paromphacodes rubrimargo \| \| \| \| \| \| Paromphacodes rubristellata \| \| \| \| |
|               | Paromphacodes rubrimargo                                                                 |
|               |                                                                                          |
|               | Paromphacodes rubristellata                                                              |
|               |                                                                                          |